# Kriváň (bjerg)
Kriváň ( udtale ?) er et bjerg i bjergkæden Høje Tatra i Slovakiet, der dominerer den øverste del af det tidligere Liptov-amt. Let tilgængeligt langs vedligeholdte afmærkede stier og med enestående udsigter fra toppen er det vandrernes foretrukne bjerg i den vestlige del af Høje Tatra. Kriváň har også været et vigtigt symbol i slovakisk etnisk og national aktivisme i de sidste to århundreder. Der er blevet refereret til det i kunstværker, fra litteratur i det 19. århundrede, i malerier, filmdokumentarer til et polsk rocknummer.[kilde mangler] En landsdækkende afstemning i 2005 valgte den til at være et af billederne på Slovakiets euromønter.[kilde mangler]

## Navn
Navnet Kriváň, først registreret som Kriwan i 1639, stammer fra roden kriv - hvilket betyder "bøjet" eller "skævt". Det afspejler det vinklede udseende af sin form set fra vest og syd, karakteriseret i værket fra 1639 som en "oksehale" (cauda bubula i den latinske original). Det slovakiske navn bruges på andre sprog, herunder på polsk, snarere end dets potentielle polske version (Krzywań ), undtagen lejlighedsvis i Podhale i umiddelbar nærhed af Tatraerne.
To tilstødende toppe i det nærliggende Malá Fatra- område bærer det samme navn, og det samme gør landsbyen Kriváň længere væk i det sydlige Slovakiet.

## Historie

### Højde
Baseret udelukkende på visuel observation konkurrerede Kriváň med Lomnický štít om posten som det højeste bjerg i Høje Tatraer. Lomnický štít dominerer udsigten fra øst, og blev i 1793 fejlagtigt identificeret som den højeste af de to, en fejl der blev rettet af Ludwig Greiner i 1837):
[Kriváň] siges generelt at være den højeste af alle alperne i den karpatiske kæde; men denne mening antages ikke at være baseret på nogen måling.
De relative forhold mellem de to bjerge blev bestemt af den engelske naturhistoriker Robert Townson, der steg op på begge toppe i august 1793 og også lavede en tidligt registreret kommentar til Krivás æstetiske appel:
Vejret var meget fint, og Krivan, der havde fået en kasket sne om natten, så sublim ud. [...] 1888 yards over landsbyen Vasetz (Važec) ; Krivan er derfor noget lavere end toppen Lomnický štít 
 Den nøjagtige højde af Kriváň regnes nu som 2.494,7 moh.
Kriváň menes at have den største højde fra sin base i hele Tatraerne, da den stiger fra bunden af Kôprova-dalen eller fra Tri Studničky op til 1.400 meter.

## Adgang
De tre afmærkede vandreruter til Kriváň starter på forskellige steder, men alle mødes i sidste ende i en højde af ca. 2.145 moh. til de sidste ca. 350 meter stejl, stenet opstigning til toppen - den eneste del af ruten, hvor begge hænder muligvis er nødvendige for at opretholde balancen.